# 张恩亮
张恩亮（1970年3月—），黑龙江望奎人。男，满族。1990年8月参加工作，1998年11月加入中国共产党。黑龙江省粮食学校财会专业毕业。

## 简历
历任大兴安岭行署粮食局财务科员、局驻大连经销处会计、局团委副书记、局办公室副主任，大兴安岭行署审计局副局长，共青团大兴安岭地委副书记。2000年8月，任共青团黑龙江省委副书记。2002年5月，挂职任最高人民检察院预防职务犯罪厅副厅长职务半年。2003年1月，任共青团黑龙江省委副书记、省青联主席。2008年5月，任共青团黑龙江省委书记。
2011年1月，任中共黑河市委副书记、市政府党组书记。2011年2月，任中共黑河市委副书记、市政府副市长、代理市长、市政府党组书记（4月当选市长）。2016年12月，任中共鹤岗市委书记，提名为鹤岗市人大常委会主任候选人。
2013年，当选第十二届全国人民代表大会黑龙江地区代表。
2021年5月9日，黑龙江省纪委监委公布张恩亮涉嫌严重违纪违法，正接受纪律审查和监察调查。2022年5月，遭到开除党籍、开除公职处分。2023年2月，张恩亮因为受贿罪而被绥化市中级人民法院判刑20年。